# Celenza sul Trigno
Celenza sul Trigno est une commune italienne d'environ 1 000 habitants, située dans la province de Chieti, dans la région Abruzzes, en Italie méridionale.

## Administration
| Période                                  | Période  | Identité      | Étiquette | Qualité |
| ---------------------------------------- | -------- | ------------- | --------- | ------- |
| 28 mai 2002                              | En cours | Rodrigo Cieri | L'Olivier |         |
| Les données manquantes sont à compléter. |          |               |           |         |

### Hameaux
Martinelle - Strette

### Communes limitrophes
Carunchio, Montefalcone nel Sannio (CB), Montemitro (CB), Palmoli, Roccavivara (CB), San Giovanni Lipioni, Torrebruna, Tufillo